# Ringbahn de Berlín
El Ringbahn de Berlín (línea circular) es una línea de tren suburbano de 37.5 km alrededor del centro de Berlín en Alemania. Esta línea está formada por un anillo del S-Bahn y una línea paralela para tráfico de mercancías. Las líneas de S-Bahn (S 41 y S 42) transportan unos 400.000 pasajeros por día.
El Ringbahn constituye la frontera de la zona de tarifas "A" de la compañía de transportes de Berlín-Brandeburgo (Verkehrsverbund Berlin-Brandenburg o VBB). Desde el 1 de enero de 2008, demarca también la zona prohibida para automóviles de alta emisión contaminante.

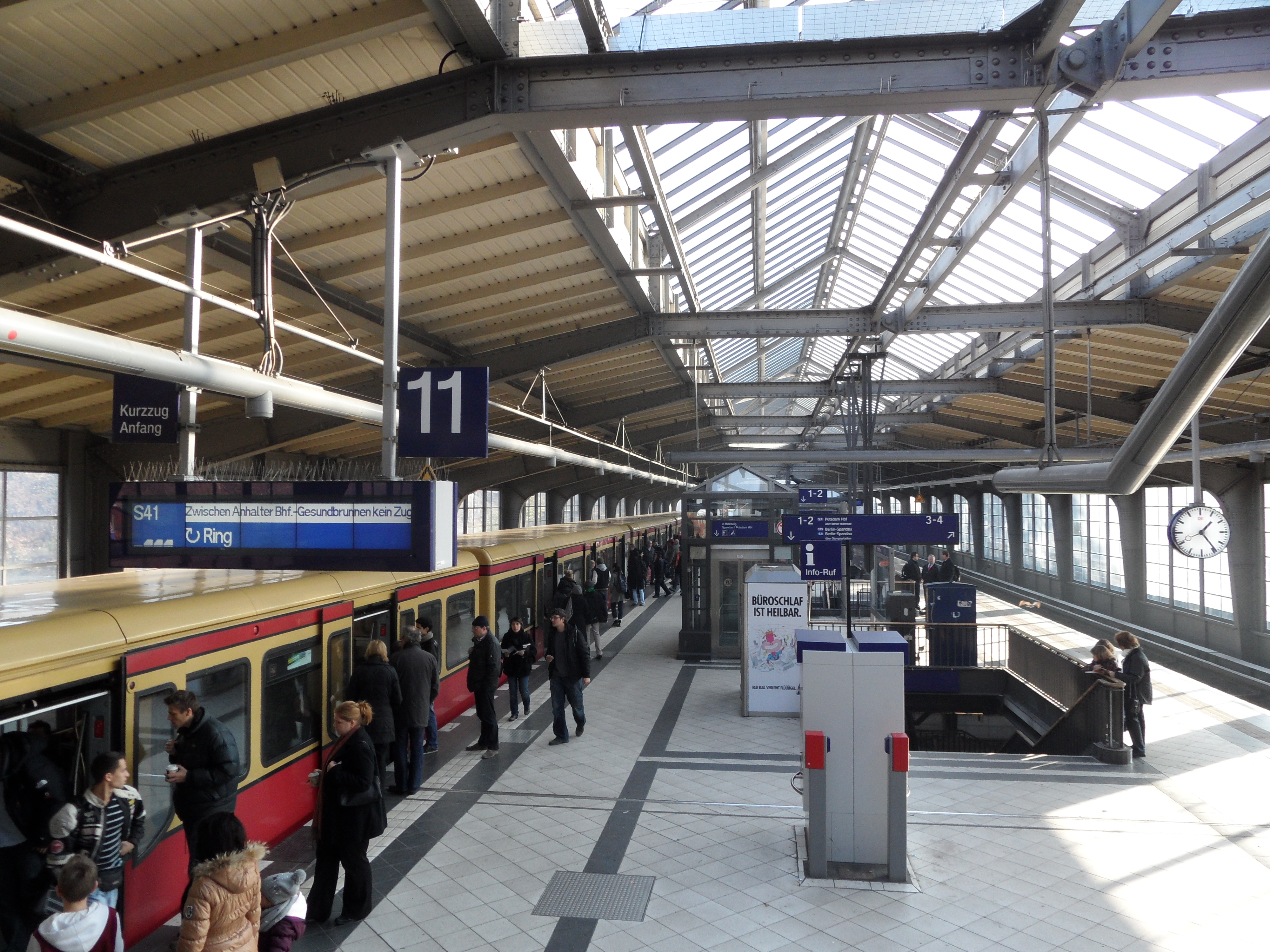
Andén del Ringbahn en Westkreuz.